# Helmut Eisendle
Helmut Eisendle (né le 12 janvier 1939 à Graz et mort le 20 septembre 2003 à Vienne) est un écrivain et un psychologue autrichien.